# Амазонский сычик
Амазонский сычик (лат. Glaucidium hardyi) — птица из рода воробьиные сычи. Обитает только в Южной Америке. Был научно описан только в 1989 году.

## Описание
Амазонский сычик достигает размера 14-15 сантиметров. Уши отсутствуют, хвост относительно короткий, крылья длинные, но с закруглённым кончиком. Верх головы и затылок заметно более серые, чем коричневая мантия и спина. Верхние часть крыльев, напротив, слегка бледно-пёстрая. На макушке головы множество мелких беловатых пятен. На верхней части головы расположены черные пятна, обманчиво напоминающие глаза. Нижняя сторона тела беловатая с рыжевато-коричневыми продольными полосами. Бока груди пёстрые красновато-коричневые. Глаза ярко-желтые.
В зоне распространения амазонского сычика есть несколько других видов, с которыми его можно спутать. Рыжий воробьиный сыч значительно крупнее и имеет более длинный хвост. У малого крошечного воробьиного сыча голова менее пятнистая и коричневая, а не серая. Род Megascops, обитающий на территории ареала амазонского сычика, значительно крупнее, и уши покрыты перьями.

## Распространение
Обитает в районе Амазонии в Южной Америке. Встречается от Венесуэлы через Гвиану, на севере Бразилии и на востоке Эквадора, Перу и северо-востоке Боливии. Ведёт оседлый образ жизни, в основном заселяет первичные тропические леса Амазонии. Высотное распространение простирается до 850 метров над уровнем моря. Живёт в основном на верхушках деревьев, где ветви обильно заросли эпифитами.

## Поведение
Как и многие другие виды американских воробьиных сычиков, амазонский сычик ведёт частично дневной образ жизни. Рацион состоит в основном из насекомых. Однако, вероятно, также охотится на обитающих на деревьях мелких млекопитающих, птиц и ящериц. Репродуктивная биология этого вида пока окончательно не изучена. Было опубликовано только одно изображение гнезда во Французской Гвиане. Гнездо находилось в использованном дятлом дупле, и в нём присутствовали две взрослые особи. Одна взрослая особь постоянно находилась рядом с гнездом. Каждая из взрослых особей покидала гнездо только на короткие периоды времени, не более 15 минут. Это говорит о высоком уровне родительской заботы. Крупная цикада и маленькая неопознанная птица были принесены в гнездо и скормлены птенцам. В самые жаркие часы дня взрослые особи пыхтели с полуоткрытыми клювами и часто пели мягкую, нисходящую, высокочастотную трель.